# Fougerolles (Górna Saona)
Fougerolles – miejscowość i dawna gmina we Francji, w regionie Burgundia-Franche-Comté, w departamencie Górna Saona. W 2016 roku populacja ówczesnej gminy wynosiła 3761 mieszkańców. 
W dniu 1 stycznia 2019 roku z połączenia dwóch ówczesnych gmin – Fougerolles oraz Saint-Valbert – powstała nowa gmina Fougerolles-Saint-Valbert. Siedzibą gminy została miejscowość Fougerolles. 